# Suore domenicane missionarie di Nostra Signora di La Délivrande
Le Suore Domenicane Missionarie di Nostra Signora di La Délivrande (in francese Sœurs Dominicaines Missionnaires de Notre-Dame de La Délivrande) sono un istituto religioso femminile di diritto pontificio.

## Storia
La congregazione fu fondata il 2 febbraio 1868 a Le Morne-Rouge, sull'isola di Martinica, da Laure Sabès (1841-1911).
L'ancor giovane famiglia religiosa rischiò di essere dissolta dalle autorità civili ed ecclesiastiche della colonia francese ma nel 1884 Amand-Joseph Fava, vescovo di Grenoble, che aveva conosciuto la congregazione quando era vescovo di Martinica, invitò le religiose a trasferirsi in Europa e nel 1891 le aiutò a fondare filiali anche in Egitto.
Dopo l'approvazione delle leggi anticongregazioniste in Francia le suore si rifugiarono soprattutto in Italia; a partire dal 1911 l'istituto conobbe una nuova fioritura e si diffuse in Africa del Nord e Medio Oriente.
Le domenicane di Nostra Signora di La Délivrande ricevettero il pontificio decreto di lode il 7 marzo 1928 e l'approvazione definitiva della Santa Sede l'11 gennaio 1943.

## Attività e diffusione
Le suore si dedicano all'insegnamento e all'assistenza agli ammalati; tributano uno speciale culto a Nostra Signora di La Délivrande.
Oltre che in Francia, sono presenti in Italia, Svizzera, Egitto, Libano, Madagascar, Martinica e Saint Lucia; la sede generalizia è a Saint-Martin-d'Hères.
Alla fine del 2008 la congregazione contava 96 religiose in 18 case.